# Janie's Not Alone
Janie's Not Alone è il secondo singolo estratto da Human Zoo, il sesto album in studio della rock band svizzera Gotthard.

## Tracce
Tutte le canzoni sono state composte da Steve Lee, Leo Leoni e Marc Tanner.
CD-Maxi Ariola 86876-52710-2
1. Janie's Not Alone – 4:16
2. Never Surrender – 4:05